# Brachicoma setosa
Brachicoma setosa är en tvåvingeart som först beskrevs av Daniel William Coquillett 1902.  Brachicoma setosa ingår i släktet Brachicoma och familjen köttflugor. Inga underarter finns listade i Catalogue of Life.